# D590 (Meurthe-et-Moselle)
De D590 is de departementale weg in Frankrijk. Tussen Lunéville en Raon-l'Étape loopt de D590 evenwijdig aan de N59, die daar vierbaans is. In zijn geheel loopt de weg van Lunéville in het departement Meurthe-et-Moselle naar Sélestat in Bas-Rhin, over de Vogezen, maar na Raon-l'Étape heeft de weg meer dan één nummer. Daar lopen verschillende nummers over dezelfde weg.
Oorspronkelijk was de D590 onderdeel van de N59. In 2006 zijn is het deel tussen het centrum van de ringweg van Lunéville overgedragen aan het departement en omgenummerd tot D590. Ook is, op de plaatsen waar de N59 als autoweg over een nieuwe route loopt, de oude route bij de D590 gevoegd.
- (fr)  routes.wikia.com. Route nationale française 59